# Mesophylax aspersus
Mesophylax aspersus là một loài Trichoptera trong họ Limnephilidae. Chúng phân bố ở miền Cổ bắc.